# Jindřich VII. z Rožmberka
Jindřich VII. z Rožmberka (německy Heinrich VII. von Rosenberg; 15. ledna 1496 – 18. srpna 1526 klášter Zwettl) byl český šlechtic z rodu Rožmberků a v letech 1523–1526 vladař domu rožmberského.

## Život
Jeho rodiči byli Vok II. z Rožmberka (1459–1505) a Markéta z Gutštejna († před 1528). Měl bratry Jana III., Jošta III. a Petra V., Jindřich byl z nich nejmladší. Navštěvoval klášterní školy v Třeboni a hornorakouském Schläglu a v letech 1511–1512 studoval pod vedením preceptora Simona Villatiky v Boloni. Studium musel přerušit kvůli pronásledování papežskými vojáky. Po návratu do Čech se připojil k žoldnéřům císaře Maximiliána.
Jindřichův otec Vok II. předal ze zdravotních důvodů vládu nad rožmberským dominiem svému bratru Petrovi IV. z Rožmberka. Ten převzal po Vokově smrti v roce 1505 i opatrovnictví nad jeho nezletilými dětmi. Protože vztah mezi Petrem IV. a synovci nebyl dobrý, rozdělil dominium. Menší část předal synovcům Jindřichovi, Joštovi a Petrovi a větší část si nechal pro sebe. Tu odkázal nejstaršímu synovci Janovi, který měl také jednou převzít vládu nad rožmberskou dominiem. Protože však Jan příslušel ke kněžskému stavu, rozhodl Petr IV., že po Janově smrti by jeho část měla připadnout cizím šlechticům, mezi nimiž hrál hlavní roli Zdeněk Lev z Rožmitálu († 1535).
Ačkoli Jan převzal vládu po smrti svého strýce v roce 1523, mezi bratry vypukl dědický spor. Jošt a Petr označili svého nejmladšího bratra Jindřicha VII. za vladaře Rožmberků. Následně všichni tři 18. listopadu 1523 vznesli námitku u nejvyššího komorníka království proti testamentu jejich strýce Petra IV. a požadovali, aby nebyl zapsán do zemských desek. V roce 1524 se obrátili přímo na krále Ludvíka a požádali o vydání majetku, který Jan zdědil, a jeho převod na Jindřicha, právoplatně zvoleného nástupce. Žádosti bylo vyhověno v červnu 1524. Jan se však nechtěl vzdát vladařství dobrovolně, takže ho bratři v Třeboni zajali a použili nátlak a násilí.
V druhé polovině roku 1524 Jindřich převzal vladařství Rožmberků. V roce 1525 se opět stal nejvyšším purkrabím Zdeněk Lev z Rožmitálu a boj o dědictví se znovu rozhořel. Protože se dal očekávat ozbrojený konflikt, Jindřich nechal opevnit Třeboň. Po právních sporech na konci roku 1525 o poslední vůli, kterou Rožmberkové nedodrželi, se v únoru 1526 objevili zástupci zemského soudu, aby vymáhali pohledávky. Jindřich je dal zajmout, rozbil pečeť a roztrhl všechny dokumenty. Tento akt však zůstal bez následků, protože král Ludvík stále potřeboval Rožmberky k boji proti Turkům. Nakonec se Rožmberkové se svými spoludědici dohodli a vyplatili je.
V roce 1526 se Jindřich s malou jízdou asi 200 vojáků 600 pěšími osobně vydal do Uher. Cestou onemocněl, proto se odebral na léčení do kláštera Zwettl v Horním Rakousku, kde 18. srpna zemřel. K osudné bitvě u Moháče, ve které zemřel král Ludvík Jagellonský, došlo o 11 dní později.

### Manželství a rodina
Jindřich se oženil 4.[zdroj?] nebo 7. listopadu 1520 s Magdalenou ze Šternberka († 28. června 1521), dcerou Albrechta ze Šternberka († asi 1530), fojta v Horní Lužici (1515–1517), a jeho manželky Ludmily Mičanové z Roztok. Po její smrti se 26. listopadu 1522 oženil s Annou z Hradce († říjen 1570), dcerou Jindřicha IV. z Hradce (1442–1507) a jeho čtvrté manželky Anny Kateřiny z Minstrberka (1471 – po 1517). Anna z Hradce byla předtím provdána za Bočka z Kunštátu († 1518) a Ladislava ze Šternberka († 1521). Obě Jindřichova manželství zůstala bezdětná. Po Jindřichově smrti vdova Anna dožila v Klášteříčku v Jindřichově Hradci.